# Angelo Campos
Angelo Ademir Campos Turriate (Lima, 27 de abril de 1993) es un futbolista peruano. Juega como guardameta y su equipo actual es Club Alianza Lima de la Primera División del Perú.

## Trayectoria

### Alianza Lima (Primera etapa)
Disputó la Copa Libertadores Sub-20. En el 2013 deja Alianza Lima comenzando a ser prestado debido a las pocas oportunidades a pelear el puesto con arqueros experimentados como George Forsyth y Manuel Heredia.

### Paso por segunda división
Desde la temporada 2013 jugó en la segunda división a préstamo por Alianza Lima. Primero, en el Defensor San Alejandro. Segundo, en el Pacífico FC durante la temporada 2014 donde fue elegido como el mejor arquero de la Segunda División. Finalmente, en la temporada 2015, jugó su última temporada como arquero de segunda división en el Alianza Universidad de la ciudad de Huánuco.

### Juan Aurich de Chiclayo
Para el 2016 firma por toda la temporada con el ciclón del norte donde debuta en primera división. Tuvo continuidad en el elenco chiclayano a partir de la venta de Pedro Gallese al Veracruz de México quedando así "Tex-tex" como titular, disputando 20 de los 44 partidos de la temporada a gran nivel. 

### Alianza Lima (Segunda etapa)
El 3 de enero Alianza Lima oficializó su fichaje por todo el 2017, peleando el puesto con Daniel Prieto y Leao Butrón. 
Para la temporada 2018 renueva con el club, disputando dicho año 4 partidos en la Copa Libertadores y otros 4 en la primera división. 
Ante la poca continuidad en el Club y la llegada de otros Arqueros, Angelo decide dejar el club recibiendo un agradecimiento público por parte del club por los servicios prestados durante dos años siendo un arquero muy querido por los hinchas y a pesar de sus pocas actuaciones demostró buen nivel.

### FBC Melgar
Tras no tener mucha continuidad. Para el 2019 ficha por  FBC Melgar para la Copa Libertadores.

### Carlos Stein
El 28 de diciembre del 2020 es anunciado como nuevo guardameta para Carlos Stein para la Liga 1

### Alianza Lima (Tercera etapa)
El 23 de marzo de 2021 tras desvincularse de Carlos Stein debido al fallo del TAS y no ser llamado por el equipo chiclayano para jugar Liga 2, decidió fichar nuevamente por Alianza Lima por toda la Liga 1, Pese a iniciar como arquero suplente del equipo, desde la mitad del Torneo Apertura se ganó el titularato y se mantiene actualmente como primer portero del cuadro Blanquiazul. 
Ganó la Final ante Sporting Cristal haciendo grandes atajadas, logrando que los Blanquiazules consigan la Estrella 24 del Club. 
También fue premiado al Mejor Arquero del Torneo.

## Selección nacional
Ha sido internacional con la Selección de fútbol del Perú en la categoría sub-20 en el Campeonato Sudamericano de Fútbol Sub-20 de 2013 en donde ha destacado siendo escogido el mejor guardameta de la primera fase y destacando mucho en el juego con los pies, la seguridad al agarrar las pelotas, etc.
El 13 de noviembre del 2021 fue convocado por primera vez a la selección mayor con miras al partido contra Venezuela en Caracas por la fecha 14 de las clasificatorias rumbo a Catar 2022. Esto debido a que el portero Carlos Cáceda había dado positivo a un PCR contra el COVID-19.
Participaciones Categorías inferiores
| Torneo                      | Sede      | Resultado       | Partidos | Goles |
| --------------------------- | --------- | --------------- | -------- | ----- |
| Sudamericano Sub-20 de 2013 | Argentina | Hexagonal final | 8        | -13   |

## Clubes
| Club                   | País | Año             |
| ---------------------- | ---- | --------------- |
| Alianza Lima           | Perú | 2012-2013       |
| Defensor San Alejandro | Perú | 2013            |
| Alianza Lima           | Perú | 2014            |
| Pacífico FC            | Perú | 2014            |
| Alianza Universidad    | Perú | 2015            |
| Juan Aurich            | Perú | 2016            |
| Alianza Lima           | Perú | 2017-2018       |
| FBC Melgar             | Perú | 2019-2020       |
| Carlos Stein           | Perú | 2021            |
| Alianza Lima           | Perú | 2021-actualidad |

### Penales atajados
| 1 | 6 de julio de 2016    | Real Garcilaso-Juan Aurich     | 3 - 2 | Carlos Orejuela | Estadio Inca Garcilaso de la Vega, Cusco | Campeonato Descentralizado 2016 |
| 2 | 23 de marzo de 2019   | Pirata F. C. - FBC Melgar      | 2 - 0 | Luis Tejada     | Estadio Francisco Mendoza Pizarro, Olmos | Liga 1 2019                     |
| 3 | 14 de octubre de 2020 | FBC Melgar- Atlético Grau      | 3 - 0 | Neil Marcos     | Estadio Iván Elías Moreno, Lima          | Liga 1 2020                     |
| 4 | 26 de marzo de 2023   | Atlético Grau- Alianza Lima    | 2 - 1 | Neri Bandiera   | Estadio Municipal de Bernal, Bernal      | Liga 1 2023                     |
| 5 | 4 de mayo de 2023     | Atlético Mineiro -Alianza Lima | 2 - 0 | Hulk            | Estádio Raimundo Sampaio, Belo Horizonte | Copa Libertadores 2023          |

## Palmarés

### Palmarés colectivo

#### Campeonatos nacionales
| Título                    | Club         | País | Año  |
| ------------------------- | ------------ | ---- | ---- |
| Primera División del Perú | Alianza Lima | Perú | 2017 |
| Primera División del Perú | Alianza Lima | Perú | 2021 |
| Primera División del Perú | Alianza Lima | Perú | 2022 |

#### Torneos cortos
| Título          | Club         | País | Año  |
| --------------- | ------------ | ---- | ---- |
| Torneo del Inca | Alianza Lima | Perú | 2014 |
| Torneo Apertura | Alianza Lima | Perú | 2017 |
| Torneo Clausura | Alianza Lima | Perú | 2017 |
| Torneo Clausura | Alianza Lima | Perú | 2021 |
| Torneo Clausura | Alianza Lima | Perú | 2022 |
| Torneo Apertura | Alianza Lima | Perú | 2023 |

### Palmarés individual
| Distinción                                    | Año  |
| --------------------------------------------- | ---- |
| Mejor Portero de la Segunda División del Perú | 2014 |
| Mejor once de la Liga 1 según la SAFAP        | 2021 |
| Once ideal de la Liga 1                       | 2021 |
| Mejor arquero del año en Perú según la ADFP   | 2021 |
| Arquero del año de la Liga 1                  | 2021 |